# Cespitularia densa
Cespitularia densa är en korallart som beskrevs av Tixier-Durivault 1966. Cespitularia densa ingår i släktet Cespitularia och familjen Xeniidae. Inga underarter finns listade i Catalogue of Life.